# Superliga Brasileira de Voleibol Masculino de 2012–13 - Série A
A Superliga Brasileira de Voleibol Masculino de 2012–13 - Série A foi a 19ª edição desta competição organizada pela Confederação Brasileira de Voleibol através da Unidade de Competições Nacionais. Foi também a 35ª edição do Campeonato Brasileiro de Voleibol Masculino, a principal competição entre clubes de voleibol masculino do Brasil. Participaram do torneio doze equipes proveniente de cinco estados brasileiros: São Paulo, Rio de Janeiro, Minas Gerais, Santa Catarina e Rio Grande do Sul.
Após 32 anos de jejum, o local mais alto do pódio voltou a ser ocupado por uma equipe fluminense após a vitória do RJX na decisão, disputada no Maracanãzinho. A equipe dirigida pelo técnico Marcelo Fronckowiak derrotou de virada a ASE Sada Cruzeiro por três sets a um.

## Regulamento
A fase classificatória da competição foi disputada por 12 equipes em dois turnos. Em cada turno, todos os times jogaram entre si uma única vez. Os jogos do segundo turno foram realizados na mesma ordem do primeiro, apenas com o mando de quadra invertido. Os oito primeiros colocados se classificaram para os play-offs. Nesta fase, a vitória por 3-0 ou 3-1 garantiu três pontos para o ganhador e nenhum ponto para o perdedor. Já em uma vitória por 3-2, o ganhador da partida levou dois pontos e o perdedor um.
Os play-offs foram divididos em três fases - quartas-de-final, semi-final e final.
Nas quartas-de-final houve um cruzamento entre as equipes com os melhores índices técnicos seguindo a lógica: 1ª x 8ª (A); 2ª x 7ª(B); 3ª x 6ª(C) e 4ª x 5ª(D). Estas jogaram partidas em melhor de 3 (jogos), sendo um mando de quadra para cada e o jogo de desempate, quando houve, no ginásio da equipe com o melhor índice técnico da fase classificatória.
As semifinais foram disputadas pelas equipes que passaram das quartas-de-final, seguindo a lógica: Vencedora do jogo A x Vencedora do jogo D; Vencedora do jogo B x Vencedora do jogo C. Estas jogaram novamente partidas em melhor de 3 (jogos), sendo um mando de quadra para cada e o jogo de desempate, quando houve, no ginásio da equipe com o melhor índice técnico da fase classificatória.
As vencedoras se classificaram para a final, que foi disputada em jogo único no Maracanãzinho, cidade do Rio de Janeiro. A terceira e a quarta colocações serão definidas pelo melhor índice técnico da fase classificatória e das semifinais.
O campeão do torneio conquistou o direito de participar do Campeonato Sul-Americano de Clubes de 2013. Já o último colocado foi rebaixado para a Série B 2014.[carece de fontes?]

## Equipes participantes
Doze equipes disputaram o título da Superliga Masculina de 2012/2013 - Série A. São elas:
| Equipe Nome fantasia                     | Ginásio Cidade                        | Capacidade | Temporada 2011/2012 |
| ---------------------------------------- | ------------------------------------- | ---------- | ------------------- |
| ASE Sada Cruzeiro Sada Cruzeiro Vôlei    | Riacho Contagem                       | 2 000      | 1º                  |
| GRER Araçatuba Vôlei Futuro              | Plácido Rocha Araçatuba               | 4 000      | 2º                  |
| Minas TC Vivo/Minas                      | Arena JK Belo Horizonte               | 3 650      | 3º                  |
| RJX                                      | Maracanãzinho Rio de Janeiro          | 11 800     | 4º                  |
| Sesi-SP                                  | Vila Leopoldina São Paulo             | 800        | 5º                  |
| Floripa EC Super Imperatriz Vôlei        | Capoeirão Florianópolis               | 2 000      | 6º                  |
| BVC Campinas Medley/Campinas             | Taquaral Campinas                     | 2 600      | 7º                  |
| ADCM São Bernardo São Bernardo Vôlei     | Adib Moysés Dib São Bernardo do Campo | 5 730      | 8º                  |
| Volta Redonda FC Volta Redonda           | Ilha São João Volta Redonda           | 4 000      | 9º                  |
| UFJF                                     | UFJF Juiz de Fora                     | 1 000      | 11º                 |
| APAV Canoas Canoas                       | La Salle Canoas                       | 1 200      | 1º (Série B)        |
| FUNVIC Pindamonhangaba Funvic/Midia Fone | Juca Moreira Pindamonhangaba          | 1 000      | 2º (Série B)        |

## Fase classificatória

### Classificação
- Vitória por 3 sets a 0 ou 3 a 1: 3 pontos para o vencedor;
- Vitória por 3 sets a 2: 2 pontos para o vencedor e 1 ponto para o perdedor.
- Não comparecimento, a equipe perde 2 pontos.
- Em caso de igualdade por pontos, os seguintes critérios servem como desempate: número de vitórias, média de sets e média de pontos.

|  |                                                                                   |
|  | Equipes classificadas para às quartas-de-final e garantidas na Série A 2013/2014. |
|  | Rebaixada para a Série B 2014.                                                    |

|     |                        |     | Jogos | Jogos | Jogos | Resultados | Resultados | Resultados | Resultados | Resultados | Resultados | Sets | Sets | Sets  | Pontos | Pontos | Pontos |
| Pos | Equipe                 | Pts | T     | V     | D     | 3–0        | 3–1        | 3–2        | 2–3        | 1–3        | 0–3        | V    | P    | R     | V      | P      | R      |
| --- | ---------------------- | --- | ----- | ----- | ----- | ---------- | ---------- | ---------- | ---------- | ---------- | ---------- | ---- | ---- | ----- | ------ | ------ | ------ |
| 1   | RJX                    | 53  | 22    | 18    | 4     | 9          | 5          | 4          | 3          | 0          | 1          | 60   | 25   | 2.400 | 1965   | 1774   | 1.108  |
| 2   | ASE Sada Cruzeiro      | 52  | 22    | 18    | 4     | 10         | 5          | 3          | 1          | 1          | 2          | 57   | 23   | 2.478 | 1900   | 1692   | 1.123  |
| 3   | Sesi-SP                | 47  | 22    | 16    | 6     | 5          | 6          | 5          | 4          | 1          | 1          | 57   | 34   | 1.676 | 2086   | 1949   | 1.070  |
| 4   | Brasil VC              | 40  | 22    | 15    | 7     | 5          | 3          | 7          | 2          | 3          | 2          | 52   | 38   | 1.368 | 2028   | 1983   | 1.023  |
| 5   | Minas TC               | 40  | 22    | 15    | 7     | 4          | 5          | 6          | 1          | 4          | 2          | 51   | 38   | 1.342 | 2001   | 1936   | 1.034  |
| 6   | APAV Canoas            | 40  | 22    | 14    | 8     | 6          | 5          | 3          | 1          | 3          | 4          | 47   | 35   | 1.343 | 1896   | 1764   | 1.075  |
| 7   | Volta Redonda FC       | 27  | 22    | 9     | 13    | 3          | 2          | 4          | 4          | 8          | 1          | 43   | 49   | 0.878 | 1984   | 2056   | 0.965  |
| 8   | ADCM São Bernardo      | 27  | 22    | 9     | 13    | 2          | 3          | 4          | 4          | 2          | 7          | 37   | 50   | 0.740 | 1916   | 1989   | 0.963  |
| 9   | GRER Araçatuba         | 24  | 22    | 8     | 14    | 0          | 6          | 2          | 2          | 4          | 8          | 32   | 52   | 0.615 | 1859   | 1968   | 0.945  |
| 10  | Floripa EC             | 16  | 22    | 4     | 18    | 1          | 0          | 3          | 7          | 3          | 8          | 29   | 60   | 0.483 | 1849   | 2027   | 0.912  |
| 11  | UFJF                   | 16  | 22    | 3     | 19    | 2          | 0          | 1          | 8          | 6          | 5          | 31   | 59   | 0.525 | 1895   | 2048   | 0.925  |
| 12  | FUNVIC Pindamonhangaba | 14  | 22    | 3     | 19    | 0          | 1          | 2          | 7          | 6          | 6          | 29   | 62   | 0.468 | 1912   | 2105   | 0.908  |

### Resultados
Para um dado resultado encontrado nesta tabela, a linha se refere ao mandante e a coluna, ao visitante.
|                            | APC | BVC | CRU | FLO | FUN | MIN | RJX | SBE | SES | UJF | VFO | VRE | Pos |
| APC APAV Canoas            |     | 3–1 | 0–3 | 3–1 | 3–0 | 2–3 | 3–0 | 3–2 | 1–3 | 3–0 | 3–0 | 3–1 | 6º  |
| BVC Brasil VC              | 1–3 |     | 0–3 | 3–2 | 3–0 | 3–1 | 3–2 | 1–3 | 3–2 | 3–2 | 3–0 | 3–2 | 4º  |
| CRU ASE Sada Cruzeiro      | 3–0 | 0–3 |     | 3–2 | 3–0 | 3–2 | 3–2 | 3–0 | 0–3 | 3–1 | 3–1 | 3–1 | 2º  |
| FLO Floripa EC             | 0–3 | 0–3 | 0–3 |     | 2–3 | 2–3 | 2–3 | 3–2 | 1–3 | 0–3 | 3–0 | 0–3 | 10º |
| FUN FUNVIC Pindamonhangaba | 2–3 | 1–3 | 0–3 | 2–3 |     | 2–3 | 1–3 | 2–3 | 2–3 | 3–2 | 2–3 | 2–3 | 12º |
| MIN Minas TC               | 3–1 | 3–0 | 0–3 | 3–2 | 3–1 |     | 0–3 | 3–1 | 1–3 | 3–1 | 3–2 | 3–2 | 5º  |
| FUN RJX                    | 0–3 | 3–2 | 3–2 | 3–0 | 3–0 | 3–1 |     | 3–0 | 2–3 | 3–0 | 3–1 | 3–1 | 1º  |
| SBE ADCM São Bernardo      | 0–3 | 0–3 | 0–3 | 3–0 | 3–0 | 0–3 | 1–3 |     | 3–2 | 3–1 | 3–2 | 3–1 | 8º  |
| SES Sesi-SP                | 3–0 | 2–3 | 3–1 | 3–2 | 3–1 | 0–3 | 2–3 | 3–0 |     | 3–0 | 3–0 | 3–1 | 3º  |
| UJF UFJF                   | 2–3 | 2–3 | 0–3 | 2–3 | 1–3 | 1–3 | 0–3 | 2–3 | 2–3 |     | 3–0 | 2–3 | 11º |
| VFO GRER Araçatuba         | 3–1 | 1–3 | 1–3 | 3–1 | 3–1 | 0–3 | 0–3 | 3–2 | 3–1 | 3–1 |     | 3–1 | 9º  |
| VRE Volta Redonda FC       | 1–3 | 3–2 | 1–3 | 3–0 | 3–1 | 3–1 | 0–3 | 3–2 | 2–3 | 2–3 | 3–0 |     | 7º  |

## Playoffs
|  | Quartas-de-final | Quartas-de-final  | Quartas-de-final | Quartas-de-final  | Quartas-de-final |         |           | Semifinais        | Semifinais | Semifinais | Semifinais | Semifinais |  |  | Final | Final | Final | Final | Final | Final | Final |
|  |                  |                   |                  |                   |                  |         |           |                   |            |            |            |            |  |  |       |       |       |       |       |       |       |
|  | 1º               | RJX               | 3                | 3                 |                  |         |           |                   |            |            |            |            |  |  |       |       |       |       |       |       |       |
|  | 8º               | ADCM São Bernardo | 0                | 0                 |                  |         |           |                   |            |            |            |            |  |  |       |       |       |       |       |       |       |
|  | 8º               | ADCM São Bernardo | 0                | 0                 |                  | 1º      | RJX       | 3                 | 0          | 3          |            |            |  |  |       |       |       |       |       |       |       |
|  |                  |                   |                  |                   |                  | 1º      | RJX       | 3                 | 0          | 3          |            |            |  |  |       |       |       |       |       |       |       |
|  |                  | 4º                | Minas TC         | 2                 | 3                | 1       |           |                   |            |            |            |            |  |  |       |       |       |       |       |       |       |
|  | 4º               | 4º                | Minas TC         | 2                 | 3                | 1       | Brasil VC | 2                 | 1          |            |            |            |  |  |       |       |       |       |       |       |       |
|  | 4º               |                   |                  |                   |                  |         | Brasil VC | 2                 | 1          |            |            |            |  |  |       |       |       |       |       |       |       |
|  | 5º               | Minas TC          | 3                | 3                 |                  |         |           |                   |            |            |            |            |  |  |       |       |       |       |       |       |       |
|  |                  |                   |                  |                   |                  |         |           |                   |            |            |            |            |  |  | 1º    | RJX   | 3     |       |       |       |       |
|  |                  |                   | 2º               | ASE Sada Cruzeiro | 1                |         |           |                   |            |            |            |            |  |  |       |       |       |       |       |       |       |
|  | 2º               | ASE Sada Cruzeiro | 3                | 2                 | 3                |         |           |                   |            |            |            |            |  |  |       |       |       |       |       |       |       |
|  | 7º               | Volta Redonda FC  | 0                | 3                 | 1                |         |           |                   |            |            |            |            |  |  |       |       |       |       |       |       |       |
|  | 7º               | Volta Redonda FC  | 0                | 3                 | 1                |         | 2º        | ASE Sada Cruzeiro | 3          | 3          |            |            |  |  |       |       |       |       |       |       |       |
|  |                  |                   |                  |                   |                  |         | 2º        | ASE Sada Cruzeiro | 3          | 3          |            |            |  |  |       |       |       |       |       |       |       |
|  |                  | 3º                | Sesi-SP          | 0                 | 0                |         |           |                   |            |            |            |            |  |  |       |       |       |       |       |       |       |
|  | 3º               | 3º                | Sesi-SP          | 0                 | 0                | Sesi-SP | 2         | 3                 | 3          |            |            |            |  |  |       |       |       |       |       |       |       |
|  | 3º               |                   |                  |                   |                  | Sesi-SP | 2         | 3                 | 3          |            |            |            |  |  |       |       |       |       |       |       |       |
|  | 6º               | APAV Canoas       | 3                | 2                 | 0                |         |           |                   |            |            |            |            |  |  |       |       |       |       |       |       |       |

## Classificação final
| Posição        | Equipe                 | Classificação/rebaixamento      |
| -------------- | ---------------------- | ------------------------------- |
| Campeão        | RJX                    | Sul Americano de Clubes de 2013 |
| Vice-campeão   | ASE Sada Cruzeiro      |                                 |
| Terceiro lugar | Sesi-SP                |                                 |
| 4              | Minas TC               |                                 |
| 5              | BVC Campinas           |                                 |
| 6              | APAV Canoas            |                                 |
| 7              | Volta Redonda FC       |                                 |
| 8              | ADCM São Bernardo      |                                 |
| 9              | GRER Araçatuba         |                                 |
| 10             | Floripa EC             |                                 |
| 11             | UFJF                   |                                 |
| 12             | FUNVIC Pindamonhangaba |                                 |

| Superliga 2012/2013     |
| Rio de Janeiro          |
| ----------------------- |
| RJX Campeão (1º título) |

## Prêmios individuais
| Melhor atacante   | Yoandy Leal     | ASE Sada Cruzeiro |
| Melhor bloqueio   | Maurício Souza  | Minas TC          |
| Melhor saque      | Lucas Saatkamp  | RJX               |
| Melhor Recepção   | Murilo Endres   | Sesi-SP           |
| Melhor levantador | William Arjona  | ASE Sada Cruzeiro |
| Melhor defesa     | Sérgio Nogueira | ASE Sada Cruzeiro |